# Dżafarijan
Dżafarijan (pers. جعفريان) – wieś w Iranie, w ostanie Azerbejdżan Zachodni. W 2006 roku liczyła 169 mieszkańców w 29 rodzinach.